# إسماعيل كورت
إسماعيل كورت (بالتركية: İsmail Kurt)‏ (1 يناير 1934 في تركيا - 27 فبراير 2017 بإسطنبول في تركيا) هو مدرب كرة قدم ولاعب كرة قدم تركي في مركز الدفاع. شارك مع منتخب تركيا لكرة القدم. أما مع النوادي، فقد لعب مع غلطة سراي ونادي فنربخشة وملطية سبور ونادي فاتح كاراغومروك ونادي وفاء.

## وصلات خارجية
- إسماعيل كورت على موقع اتحاد تركيا (لاعب) (الإنجليزية)
- إسماعيل كورت على موقع قاعدة بيانات كرة القدم.إي يو (الإنجليزية)
- إسماعيل كورت على موقع قاعدة بيانات كرة القدم.إي يو (الإنجليزية)
- إسماعيل كورت على موقع ناشيونال فوتبول تيمز (الإنجليزية)
- إسماعيل كورت على موقع عالم كرة القدم.نت (الإنجليزية)